# Diferències de gènere en l'autisme
S'han estudiat les diferències de gènere en l'autisme des del començament del segle xxi. Els trastorns de l'espectre autista (TEA) es diagnostiquen més freqüentment en homes assignats, amb una proporció de prop d'una dona assignats per cada quatre homes assignats diagnosticats. Als Estats Units d'Amèrica, una dona de cada 189 i un home de cada 42 homes són diagnosticats amb un TEA. Alguns estudis mostren que les dones són diagnosticades més tard que els homes, però els resultats han estat contradictoris. Els investigadors també han debatut la possibilitat d'un diagnòstic «sexista», que hauria conduït a un infradiagnòstic en les dones. S'ha plantejat la hipòtesi d'un biaix de gènere en les declaracions parentals a causa de les expectatives socials i la socialització dels rols de gènere en la societat. No hi ha estudis específicament relacionats amb l'aparició de l'autisme en persones intersexuals; aquesta àrea requereix més recerca. Existeixen diverses teories per explicar la diferència femení-masculí, com l'efecte protector de la genètica, la teoria del cervell hiper-masculí, i les diferències fenotípiques entre els sexes.

## Resum
Es tenen en compte les diferències en la presentació dels trets autistes i es dona suport en l'àmbit professional. Hans Asperger va ser una de les primeres persones a estudiar autisme, i els seus quatre estudiants eren homes. Un altre investigador, Leo Kanner, va descriure els «trastorns autistes del contacte emocional» en un grup de vuit nens i tres noies. A causa de les diferències biològiques entre homes assignats i dones assignades, l'expressió de l'autisme difereix. Estudis recents suggereixen que això és cert, amb proves relacionades amb l'augment de la incidència de l'ansietat social, l'anorèxia nerviosa i l'autolesió en dones autistes assignades. També es suggereix que els diagnòstics de les dones es fan més tard que els homes, i que les dones autistes experimenten més depressió durant la seva vida.

## Hipòtesi genètica
Segons la hipòtesi de l'efecte protector de les dones (assignades), es necessitarien més mutacions genètiques per a una noia per desenvolupar l'autisme que per a un nen. El 2012, els investigadors de Harvard van publicar les troballes que suggereixen que, de mitjana, es necessiten més factors de risc genètic i ambiental per a les nenes assignades per a desenvolupar autisme, en comparació amb els nois assignats. Els investigadors van analitzar mostres d'ADN de prop de 800 famílies afectades per l'autisme i prop de 16.000 persones amb diversos trastorns del desenvolupament neurològic. Van analitzar els diferents tipus de mutacions genètiques. En general, van trobar que les dones diagnosticades amb autisme o amb un altre trastorn del desenvolupament neurològic tenen una major quantitat de mutacions nocives en el seu genoma que els homes amb els mateixos trastorns.

## Sexualitat i variància de gènere
La sexualitat sol ser objecte de discussió dins de la comunitat autista, amb moltes observacions sobre identitats diferents de cis-hetero, que semblen més freqüents que les observades en la població neurotípica. Hi ha pocs estudis formals sobre aquest tema, però, les persones amb autisme suggereixen que generalment tenen diferents ideals, percepcions i desitjos que aquells que no són autistes, o que no entenen o accepten les expectatives de la societat, fent-les més capaces de desviar-se de la norma.

### Orientació sexual
En un estudi dut a terme a la Universitat de Massachusetts de Boston, els investigadors van determinar que els participants autistes més sovint es van identificar com no-heterosexuals en comparació amb el grup de control allístic (no-autista); 92% i 72%, respectivament. L'estudi també va demostrar que les persones amb autisme tenen més probabilitats d'identificar-se com a asexual (37% per els TEA, vers el 22% per els no-autistes).

### Identitat de gènere
En el mateix estudi, els resultats preliminars mostren que les dones amb TEA tenen moltes més probabilitats d'identificar-se com trans, no-binari o sexe fluid que les seves homòlegues anomenades allístiques, amb un 50% dels participants autistes que es declaren cisgènere, en comparació amb només el 22% per al grup de control.
Un altre estudi de la co-ocurrència dels pacients amb TEA que tenen disfòria de gènere, mostrava que el 7,8% dels pacients es trobaven dins de l'espectre autista, molt superior al 1% estimat de persones amb TEA en la població general, i suggereix un vincle entre l'autisme i la variància de gènere.

### Satisfacció sexual
Un estudi realitzat per Byers i Nichols (2014) va explorar el nivell de satisfacció sexual d'autistes d'alt funcionament. Els investigadors van comparar la satisfacció sexual i relacional dels individus neurotípics amb la dels individus autistes d'alt funcionament. Els resultats suggereixen que els homes assignats amb un TEA, generalment no estan satisfets amb la seva relació o matrimoni que els homes neurotípics i les dones assignades amb un TEA.

## Hipòtesi de l'infradiagnòstic
Alguns autors, metges i especialistes com Tony Attwood, Lorna Wing i Christopher Gillberg, han plantejat la hipòtesi que l'autisme en dones assignades pot ser infradiagnosticat a causa de les millors adaptacions espontànies, incloent el mimetisme social, així com que a causa del mal coneixement dels experts sobre els símptomes de l'autisme que són específics per a les dones. En el seu llibre Asperger's and Girls, Tony Attwood escriu, «aquestes explicacions provisionals sobre l'aparent subrepresentació de les noies amb la síndrome d'Asperger encara no han estat examinades per una investigació objectiva».
Concretament, Judith Gould ha discutit la idea que un trastorn generalitzat del desenvolupament anomenat «evitació patològica de la demanda», que no s'inclou oficialment en els manuals de diagnòstic, pot oferir una visió de com l'autisme en les dones es pot presentar en alguns casos.